# Википедия на языке каннада
Википедия на языке каннада — раздел Википедии на языке каннада, восьмом по общему числу носителей в Индии. Раздел был открыт в июне 2003 года. Отличается умеренной активностью, и, по состоянию на июль 2025, насчитывает 33 862 статей и 195 активных пользователей. Находится на 114 месте по числу статей среди всех языковых разделов.
2 апреля 2006 года в Бангалоре проходила встреча сообщества Википедии на языке каннада, которая довольно активно освещалась прессой.

## История
По состоянию на 16 августа 2009 года в Википедии на языке каннада было около 6800 статей, что вывело этот раздел на сотое место по количеству статей.
По состоянию на январь 2013 года в разделе насчитывалось 12 961 статья с 93 активными пользователями и 2680 изображениями, и он занял 108 место по количеству статей.
По состоянию на январь 2016 года Википедия на языке каннада являлась десятой по величине среди индийских Википедий. Администратор Омшивапракаш объяснил недостаток статей отсутствием интереса среди сообщества, говорящего на каннада, недостаточной осведомленностью об инструментах печатания на языке каннада и о существовании википедии на языке каннада, а также ограниченным доступом в Интернет в некоторых частях штата Карнатака.

## Пользователи и редакторы
| Количество аккаунтов пользователей | Количество статей | Количество файлов | Количество администраторов |
| ---------------------------------- | ----------------- | ----------------- | -------------------------- |
| 92411                              | 33862             | 2354              | 4                          |